# 찰스 에드윈 베시
찰스 에드윈 베시(Charles Edwin Bessey, 1845년 5월 21일 – 1915년 2월 25일)는 미국의 식물학자이다.

## 생애
오하이오주 웨인군 (오하이오주) 밀턴에서 태어났다. 그는 1869년 미시간 농업대학을 졸업했다. 베시는 또한 1872년과 1875~76년에 아사 그레이 밑에서 하버드 대학교에서 공부했다. 1870년부터 1884년까지 현재 아이오와 주립 대학교로 알려진 아이오와 농업 대학의 식물학 교수였다. 1884년에 그는 네브래스카 대학교의 식물학 교수로 임명되었고 1909년에는 그곳의 학장이 되었다. 그는 1888년부터 1891년까지 그리고 다시 1899년부터 1900년까지 네브래스카 대학교에서 근무했다. 그는 1911년 미국 과학 진흥 협회의 회장을 역임했다. 베시의 아들인 에른스트 베시(Ernst Bessey)는 미시간 주립 대학교의 균류학 및 식물학 교수였다. 그의 다른 두 아들인 에드워드(Edward)와 칼(Carl)은 전기공학을 전공했다.